# Changkaizhen (ort i Kina, Jiangxi Sheng, lat 28,11, long 116,31)
Changkaizhen är en ort i Kina. Den ligger i provinsen Jiangxi, i den sydöstra delen av landet, omkring 76 kilometer sydost om provinshuvudstaden Nanchang. Antalet invånare är 44 497. Befolkningen består av 21 376 kvinnor och 23 121 män. Barn under 15 år utgör 26,0 %, vuxna 15-64 år 65 %, och äldre över 65 år 7,0 %.
Runt Changkaizhen är det tätbefolkat, med 511 invånare per kvadratkilometer. Närmaste större samhälle är Fuzhoushi, 12,4 km söder om Changkaizhen. Trakten runt Changkaizhen består till största delen av jordbruksmark.
Genomsnittlig årsnederbörd är 2 304 millimeter. Den regnigaste månaden är juni, med i genomsnitt 441 mm nederbörd, och den torraste är oktober, med 23 mm nederbörd.